# الطاهر العبيدي
الطاهر العبيدي (1886-28 يناير 1968)،علامة وفقيه وعالم دين جزائري، ولد في حي أولاد أحمد بمدينة الوادي.

## مولده ونشأته
ولد الشيخ الطاهر في حي أولاد أحمد بمدينة الوادي عام 1340هـ (1886م) المجاور لمسكن الشيخ العلامة إبراهيم بن عامر. ينتمي الشيخ الطاهر إلى أسرة فقيرة، إذ كان أبوه يمارس حرفة الحدادة للحصول على قوت يومه؛ دُعي والده بالعبيدي أو(بيدي) نسبة إلى أولاد سيدي عبيد؛ القاطنين ببئر العاتر ولاية تبسة حاليا، حيث نزح منها جد العائلة واسمه بالقاسم الحداد خلال القرن 12 هـ (18م).

## تحصيله العلمي وشيوخه
اجمع كل الذين ترجموا للشيخ العبيدي انه أخذ علوم الشريعة واللغة عن الشيخين عبد الرحمن العبيدي ومحمد العربي بن موسى، ولكنهم لم يشيروا إلى انه تتلمذ على الشيخ القاضي عمارة من قرية «تاغروت» ولم يذكروا انه كان يحضر إلى دروس الشيخ الصادق بلهادي العقبي (1869 / 1939) مع صديق طفولته الشيخ إبراهيم بن محمد الساسي العوامر (1881 / 1934)  صاحب الصروف في تاريخ الصحراء وسوف  وغيره من التواليف.

## هجرته وأساتذته
في سنة 1904 هاجر الشيخ العبيدي إلى تونس للتحصيل على مزيد من العلم بجامع الزيتونة، ومن ابرز العلماء الذين أخذ عنهم من الجامع الأعظم الإمام محمد بن الطاهر بن عاشور، والعلامة محمد الخضر حسين، والشيخ أحمد بن مراد والشيخ حسن بن يوسف، وفضيلة الأستاذ محمد النجار، والشيخ أحمد البنزرتي والأستاذ الكبير صالح الهواري، والشيخ خليفة بن عروس، والشيخ بن محمود، والشيخ النخلي وغيرهم مكن الشيوخ.

## العودة إلى الوطن وجهوده في التعليم والإصلاح
بعد تلك الفترة التي قضاها طالبا بالزيتونة عاد الشاب الطاهر العبيدي إلى ارض الوطن يتدفق حيوية، ويزخر بالعلم وبما انعم الله عليه، عاد وعلى كاهله أمانة ثقيلة ورسالة شاقة آل على نفسه الاضطلاع بها، عاد إلى مدينة الوادي ليتصدى لنشر الثقافة الإسلامية وتعليم الناشئة.. ولم يطل به المقام في البلد الذي درج فيه طفلا وترعرع فيه شابا وتقلب بين جوانحه يافعا، حتى وجد نفسه مضطرا إلى مغادرة الأسرة والقبيلة تاركا العشيرة والبيئة متجها نحو مدينة تقرت لتصبح هذه الأخيرة فيما بعد هي موطنه ومحل إقامته ويستقر فيها استقراره النهائي الذي دام نصف قرن وزيادة....
و السبب الرئيس الذي جعل مترجمنا ينتقل من سوف إلى مدينة تقرت كان تنفيذا وفيا ومخلصا لوصية أستاذه محمد العربي بن موسى الذي أشار عليه أن يخلفه في الإمامة والتدريس بالمسجد الكبير بتقرت... وكان ذلك الانتقال بداية عهد جديد....
و كان أيضا بداية للاضطلاع بمهمة جليلة مثقلة بالمسؤوليات، وكان كذلك بداية لرحلة في مجال الخطابة والتأليف والإفتاء والاطلاع الواسع الذي لا يعرف التوقف والانقطاع... رحلة مليئة بالعطاء والتبليغ وهداية الخلق... ومنح الأستاذ الإمام الطاهر العبيدي للرسالة التي أنيطت به كل ما يمتلك من مجهود علمي، ولم يبخل بكفاءته التي راحت تتنامى وتزيد مع الأيام.. وكانت تجربة دسمة بالثراء الفكري والرؤية النيرة التي تدفع عن هذا الدين الشبه التي يثيرها المبطلون ويروج لها المرجفون الذين يتربصون بالإسلام ويتابعون مسار رسالته، ومن اجل ذلك لم يتخل الشيخ الطاهر العبيدي - يوما واحدا - عن أداء هذه الأمانة منذ ان تحملها سنة 1907 م، وقام بها أحسن قيام، وأدى ما عليه نحو ربه ودينه وأمته - رغم الظروف غير الملائمة في كثير من الاحايين - وافيا غير منقوص إلى آخر يوم في حياته.
و كان الشيخ العبيدي - وحده- عالم منطقة ورقلة وفقيهها المجتهد ومثقفها الأكبر لا يشاركه في ذلك مشاركة طيلة ستين سنة... وفي خلال هذه المدة استطاع - بتوفيق من الله - ان يفسر القرآن الكريم وفي العاشر من محرم سنة 1353 هـ الموافق ل 17 أبريل 1934 ختم العبيدي تفسيره للقرآن الكريم، وعاشت تقرت مهرجانا عظيما لم تعرف مثله من قبل.

## وفاته
توفي الشيخ بعد حياة مليئة بالجهاد في سبيل نشر العلم واصلاح الامة وتبصيرها بتراث الإسلام يوم 28 جانفي 1968 بمدينة تقرت، وكان يوما مشهودا خرجت فيه مدينة تقرت لتوديعه، وحضر جنازته الكثير من أعضاء جمعية العلماء المسلمين.

## حياته الخاصة

### نسبه
يعود نسب الشيخ الطاهر العبيدي إلى النسب النبوي من ابنته فاطمة الزهراء. فبحسب ما ورد في شجرة النسب التي دونها الشيخ أحمد العبيدي بخط يده فإن العائلة تنتمي إلى آل البيت من نسل أشراف سيدي عبيد. وبموجب هذه الشجرة؛ فإن نسب الشيخ الطاهر هو:
الشيخ الطاهر بن العبيدي بن علي بن بالقاسم بن عيارة بن بالقاسم بن سليمان بن عبد الملك بن بالهادي بن أحمد بن خذير بن عبد العزيز بن سليمان بن سالم بن إبراهيم بن عبد الحليم بن عبد الكريم بن عيسى بن موسى بن عبد السلام بن محمد بن جابر بن جعفر بن محمد بن أحمد بن عبد الله بن إدريس الأصغر بن إدريس الأكبر بن عبد اله الكامل بن الحسن المثنى بن الحسن السبط بن علي بن أبي طالب وفاطمة الزهراء بنت النبي محمد.

### عائلته
والدة الشيخ الطاهر تدعى ضية بنت بالقاسم بن عمران بن مراد من حي المصاعبة وهي الزوجة الثانية لوالده، أما أخوته الأشقاء فهم: عبد القادر، الشيخ أحمد، الشيخ البشير (1977-1894م)، وبنتا واحدة تدعى العزوزية.
أما أخوته غير الأشقاء من زوجه أبيه الأولى وهي من عائلة قماري بحي الأعشاش فأنجبت :علي ومصطفى (1967-1883م).

## آثاره
ترك الشيخ اثارا كثيره منها تفسيره للقرآن الكريم الذي كتب منه بعض تلامذته اجزاء منه لا تزال مخطوطة في كراريس، والكثير من الفتاوي والبحوث الأصولية لكنها مع الاسف مبعثرة عند تلامذته وحفدته والكثير منها ضاع.
- منظومة بعنوان: «النصيحة العزوزية في نصرة الاولياء والصوفية».
- منظومة بعنوان: «نصيحة الشباب المريحة للسحب والضباب».